# Deer Park (Ohio)
Pour les articles homonymes, voir Deer Park.
Deer Park est une ville américaine située dans le comté de Hamilton, dans l'Ohio. Selon le recensement de 2010, sa population est de 5 736 habitants.